# Roermeer
Het Roermeer (Duits: Rurstausee of Rursee) is een meer in de Eifel, ontstaan door de aanleg van de Roerdaldam.